# Planera aquatica
Planera aquatica är en almväxtart som beskrevs av Johann Friedrich Gmelin. Planera aquatica ingår i släktet Planera och familjen almväxter. Inga underarter finns listade i Catalogue of Life.

## Bildgalleri

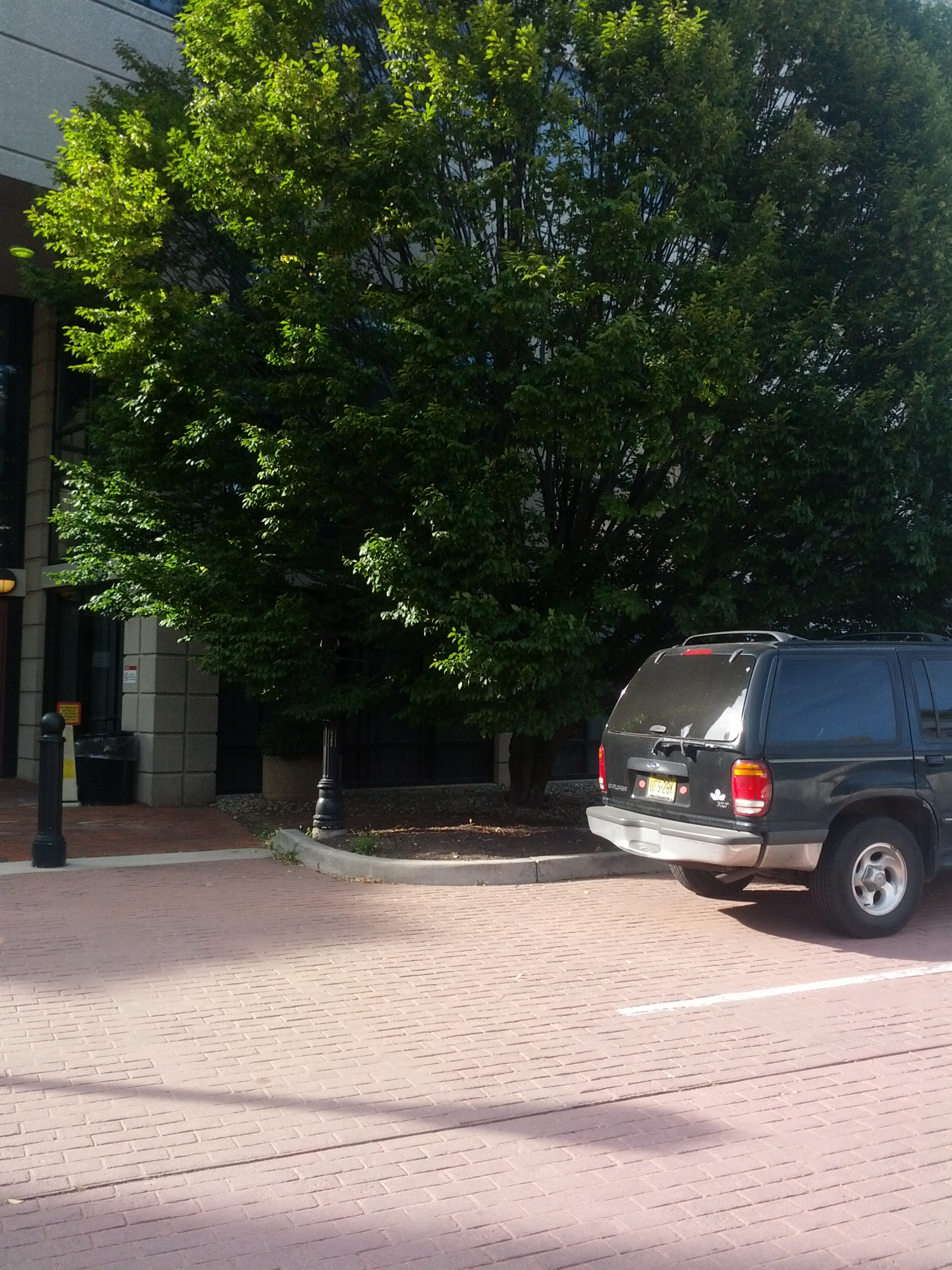